# Baltazar Sánchez (político)
Baltazar Sánchez (Provincia de San Juan, desconocido-Mendoza, ca. 1861) fue un abogado y político argentino. Fue diputado al Congreso de la Confederación Argentina en Paraná por la provincia de Mendoza entre 1854 y 1858, y presidente de la Cámara de Diputados en 1856.

## Biografía
Nació en la provincia de San Juan y cursó sus estudios en la ciudad de Mendoza, finalizándolos en el Colegio de la Santísima Trinidad en 1822, donde años más tarde sería allí profesor y director. Se desempeñó como oficial segundo en el Congreso General de 1824.
Fue profesor de derecho civil, derecho de gentes y filosofía, y en 1846 fue habilitado para ejercer de abogado. En 1854 fue designado por Justo José de Urquiza como juez vocal de la Cámara de Justicia instituida provisoriamente como tribunal supremo hasta la conformación de la Corte Suprema de la Nación Argentina.
En 1854 asumió como diputado en el Congreso de la Confederación Argentina en Paraná por la provincia de Mendoza, integrando la primera legislatura del Congreso. Fue vicepresidente primero y en mayo de 1856 fue elegido presidente de la Cámara de Diputados durante un año. Estuvo acompañado por Guillermo Rawson en la vicepresidencia primera y por Juan José Álvarez en la vicepresidencia segunda de la Cámara. Finalizó su mandato como diputado en 1858.
En 1860, regresó a Mendoza y fue electo diputado provincial, ocupando la presidencia de la Cámara de Diputados de Mendoza. Junto a Pedro Nolasco Videla y Francisco de la Reta, fomentó el desarrollo de la industria sericícola y la instalación de hilanderías.
Se presume que falleció en el terremoto de Mendoza de 1861.